# GIS în hidrologie
Studiul mișcării apei prin ciclul hidrologic și transportul de substanțe în cadrul acestei mișcări sunt două părți foarte importante pe care le studiază hidrologia. Sistemele Informatice Geografice (GIS) sunt sisteme informatice create pentru a descrie caracterul, forma și locația entităților geografice. Un model hidrologic spațial este un model care simulează una din părțile ciclului hidrologic și modul în care această parte se manifestă într-o anumită regiune.
Încălzirea globală și necesitățile mai mari de cunoștințe în domeniul resurselor de apă au determinat începerea lucrului cu GIS în domeniul resurselor de apă. Un GIS oferă o putere computațională mare și automatizarea unor lucrări permițând un număr mai mare de probleme rezolvate într-un timp mai scurt. 
Utilizarea GIS este foarte potrivită reprezentării datelor localizate spațial, iar curgerea apei sau celelalte procese hidrologice sunt localizate într-o anumită regiune de pe Pământ. Din acest motiv structurile de date GIS pot fi utilizate pentru diverse aplicații în hidrologie. Spre exemplu, un bazin hidrografic poate fi reprezentat printr-un poligon, un curs de apă printr-o polilinie și o stație hidrometrică printr-un punct. Pentru că prezența apei variază și în spațiu și în timp în cadrul ciclului hidrologic, utilizarea GIS pentru reprezentarea structurilor hidrologice este foarte potrivită. Inițial platformele GIS erau statice în reprezentarea geospațială a datelor, motiv pentru care permiteau reprezentarea dar nu și modelarea proceselor hidrologice. Astăzi există mai multe platforme GIS performante care au devenit dinamice și oferă posibilitatea unei modelări a proceselor hidrologice mult mai apropiate realității.
Ciclul hidrologic elementar are intrările egale cu ieșirile plus sau minus o cantitate stocată. Hidrologii folosesc această proprietate când studiază un bazin hidrografic. Un bazin hidrografic este o suprafață în care prezența apei variază în spațiu și timp. Intrările prezente în bugetul hidrologic pot fi precipitație, ape curgătoare prezente la suprafața solului sau scurgeri subterane. Ieșirile pot fi de tipul evapotranspirației, infiltrației și scurgerii de suprafață, precum și apele curgătoare de suprafață și scurgerile subterane. Toate aceste cantități de apă pot fi estimate și caracteristicile lor pot fi prezentate grafic în GIS și utilizate în diverse studii.